# Astragalus mugodsharicus
Astragalus mugodsharicus är en ärtväxtart som beskrevs av Aleksandr Andrejevitj Bunge. Astragalus mugodsharicus ingår i släktet vedlar, och familjen ärtväxter. Inga underarter finns listade i Catalogue of Life.